# Velika nagrada Nemčije 1934
Velika nagrada Nemčije 1934 je bila tretja neprvenstvena dirka Grandes Épreuves v sezoni 1934. Odvijala se je 15. julija 1934 na dirkališču Nürburgring.

## Poročilo

### Pred dirko
Domači moštvi Auto Union in Mercedes-Benz sta trdo delali na pripravi na dirko, da bi se oddolžili za boleč poraz na prejšnji dirki za Veliko nagrado Francije, ki jim ga je zadalo italijansko moštvo Scuderia Ferrari. Zmagovalec zadnje nemške dirke Eifelrennen, Manfred von Brauchitsch, je prikazal veliko željo po uspehu že na prvem treningu, ko je naredil nekaj res hitrih krogov. Toda nato je dožived hudo nesrečo v kateri je utrpel zlom roke, lopatice, ključnice in petih reber. V Mercedesovem boksu je zavladala panika, ker je bil tudi rezervni dirkač Ernst Henne bolan, tako da so ostali le pri Luigiju Fagioliju in Rudolfu Caraccioli. Ko je slednji na treningih spet pokazal svojo staro formo, si je šef moštva Alfred Neubauer pošteno oddahnil, za tretjega dirkača pa so zaposlili Hannsa Geierja, ki je nastopil na nekaj dirkah športnih dirkalnikov. V starem Caracciolinem dirkalniku Alfa Romeo 8C je naredil nekaj krogov po dirkališču, nato pa ga je moštvo prijavilo kot tretjega dirkača. Tudi Auto Union je nastopal z rezervnim dirkačem Ernstom Burggallerjem, ker je bil Hermann zu Leiningen bolan.

### Dirka
Hans Stuck je na štartu povedel, sledil mu je Caracciola. Hugh Hamilton, ki je izžrebal drugi štartni položaj, je odstopil že v prvem krogu z okvaro motorja. Caracciola je v prvih krogih vseskozi tesno sledil Stucku, ki se ni mogel otresti rojaka. Krog za krogom sta podirala rekord dirkališča in se oddaljevala od konkurence. V trinajstem krogu je Caracciola uspel presenetiti Stucka v ovinku Karussell in na veliko zadovoljstvo glegalcev prvzel vodstvo. Toda to ni trajalo dolgo, saj je že krog kasneje odpovedal motor na Caracciolinem Mercedes-Benzu W25. Stuck je tako spet vodi, sledila pa sta mu Luigi Fagioli in Louis Chiron, ki si je močno prizadeval ostati blizu nemškima dirkalnikoma pred njim. Za njim sta dirkala še August Momberger in Tazio Nuvolari, ki je po odstopu dirkača pred njim v dvajsetem krogu prevzel četrto mesto. 
Nekaj časa se je Fagioli počasi približeval vodilnemu Stucku, ki pa je kasneje naredil kar veliko razliko. Štiri kroge pred koncem je vodilni Nemec opazil, da bi morala glede na instrumente voda v dirkalniku že zavreti. Vsakič, ko se je peljal mimo boksov, je gestikuliral mehanikom, oni pa so mu kazali naj nadaljuje. Stuck je v zadnjih krogih vseskozi pričakoval eksplozijo svojega motorja, toda v cilj je pripeljal z dvominutno prednostjo pred Fagiolijem in zmagal. Po dirki so mehaniki povedali Stucku, da so vedeli, da je merilec temperature vode v bistvu kazal temperaturo motorja. Kljub odstopu pa je bil zvezda dneva Caracciola, ki je prvič po nesreči pokazal svojo staro formo, drugouvrščeni Fagioli pa je bil zaskrbljen, saj se je videl kot prvi dirkač Mercedesa. Chiron je ostal tretji, Nuvolari četrti, Hanns Geier pa je v svojem debiju osvojil peto mesto.

### Po dirki
Geier je zadovoljiv Neubauerja in podpisal pogodbo z Mercedesom za do konca sezone. Po dirki je bil šestouvrščeni Ulrich Maag diskvalificiran, ker so z njegovega dirkalnika pred uradnim tehtanjem odstranili dele. To je bil prva zmaga za Auto Union in veselje je bilo veliko.

## Rezultati

### Dirka
| Poz | Št | Dirkač                            | Moštvo                      | Dirkalnik         | Krogi | Čas/Odstop        | Št. m. |
| --- | -- | --------------------------------- | --------------------------- | ----------------- | ----- | ----------------- | ------ |
| 1   | 1  | Hans Stuck                        | Auto Union AG               | Auto Union A      | 25    | 4:38:19,2         | 9      |
| 2   | 9  | Luigi Fagioli                     | Daimler-Benz AG             | Mercedes-Benz W25 | 25    | + 2:07,0          | 11     |
| 3   | 18 | Louis Chiron                      | Scuderia Ferrari            | Alfa Romeo P3     | 25    | + 8:13,6          | 6      |
| 4   | 10 | Tazio Nuvolari                    | Officine Alfieri Maserati   | Maserati 8CM      | 25    | + 16:51,0         | 5      |
| 5   | 18 | Hanns Geier                       | Daimler-Benz AG             | Mercedes-Benz W25 | 25    | + 20:46,2         | 19     |
| 6   | 20 | Goffredo Zehender                 | Officine Alfieri Maserati   | Maserati 8CM      | 25    | + 36:27,6         | 7      |
| 7   | 11 | Laszlo Hartmann                   | Privatnik                   | Bugatti           | 24    | +1 krog           | 12     |
| DSQ | 12 | Ulrich Maag                       | Privatnik                   | Alfa Romeo Monza  | 25    | Diskvalifikacija  | 10     |
| Ods | 2  | August Momberger Ernst Burggaller | Auto Union AG               | Auto Union A      | 20    | Meh. okvara       | 14     |
| Ods | 14 | Hans Rüesch                       | Privatnik                   | Maserati          | 19    | Črpalka za gorivo | 17     |
| Ods | 15 | Luigi Soffietti                   | Scuderia Siena              | Alfa Romeo Monza  | 14    | Zadnje vpetje     | 18     |
| Ods | 6  | Rudolf Caracciola                 | Daimler-Benz AG             | Mercedes-Benz W25 | 14    | Motor             | 6      |
| Ods | 21 | Giovanni Minozzi                  | Scuderia Siena              | Alfa Romeo Monza  | 10    | Motor             | 3      |
| Ods | 19 | Guy Moll                          | Scuderia Ferrari            | Alfa Romeo P3     | 6     | Menjalnik         | 15     |
| Ods | 3  | Ernst Burggaller                  | Auto Union AG               | Auto Union A      | 4     | Menjalnik         | 16     |
| Ods | 16 | Renato Balestrero                 | Gruppo Genovese San Giorgio | Alfa Romeo Monza  | 3     | Menjalnik         | 1      |
| Ods | 17 | Achille Varzi                     | Scuderia Ferrari            | Alfa Romeo P3     | 1     | Menjalnik         | 13     |
| Ods | 4  | Hugh Hamilton                     | Whitney Straight Ltd.       | Maserati 8CM      | 0     | Bat               | 2      |
| Ods | 22 | Attilio Battilana                 | Gruppo Genovese San Giorgio | Alfa Romeo Monza  | 0     |                   | 8      |
| DNS | 7  | Manfred von Brauchitsch           | Daimler-Benz AG             | Mercedes-Benz W25 |       | Trčenje           |        |
| DNS | 8  | Ernst Henne                       | Daimler-Benz AG             | Mercedes-Benz W25 |       | Bolezen           |        |
| DNS | 5  | Paul Pietsch                      | Privatnik                   | Alfa Romeo Monza  |       |                   |        |